# Okny (huyện)
Huyện Okny (tiếng Ukraina: Oкнянський район, chuyển tự: Oknys'kyi raion) là một huyện của tỉnh Odessa thuộc Ukraina. Huyện Krasni Okny có diện tích 1013 kilômét vuông, dân số theo điều tra dân số ngày 5 tháng 12 năm 2001 là 22872 người với mật độ 23 người/km2. Trung tâm huyện nằm ở Okny.